# Шмартно при Литији
Шмартно при Литији (словен. Šmartno pri Litiji) је град и управно средиште истоимене општине Шмартно при Литији, која припада Средњесловенској регији у Републици Словенији.
По попису становништва из 2011. године насеље Шмартно при Литији имало је 1.444 становника.